# آندره کارسون
آندره کارسون (به انگلیسی: André D. Carson) متولد ۱۹۷۴ ایندیاناپولیس، نماینده ایالت ایندیانا در مجلس نمایندگان ایالات متحده آمریکا است. وی دومین نمایندهٔ مسلمان در چنین مقامی می‌باشد. کارسون دارای کارشناسی ارشد از دانشگاه وسلین ایندیانا در رشته مدیریت است.
مادربزرگ آندره کارسون، جولیا کارسون، نیز عضو مجلس نمایندگان ایالات متحده آمریکا بود.